# Cenk Özkaçar
Cenk Özkaçar, né le 6 octobre 2000 à Izmir, est un footballeur international turc qui évolue au poste de défenseur central au FC Cologne, en prêt de Valence CF.

## Biographie

### Carrière en club
Né à Izmir, Cenk Özkaçar commence à jouer au Bucaspor, avant d'intégrer le centre de formation d'Altinordu, réputé pour sa capacité à favoriser l'éclosion de jeunes talents turcs,,. Mais son expérience dans le club se termine mal : à la suite d'une blessure en 2014, il n'est pas retenu dans l'académie, le poussant ainsi à poursuivre son parcours à l'Altay SK,.
Il commence sa carrière senior en prêt au Karacabey Belediye Spor (en), lors de la saison 2018-19 de 3. Lig, avant d'intégrer l'équipe première d'Altay la saison suivante, jouant une douzaine de matchs — dont sept titularisations — en 1. Lig,,,.
Özkacar est transféré à l'Olympique lyonnais le 18 août 2020, signant un contrat de cinq ans avec le club rhodanien, sous la direction de Juninho,.
Alternant entre l'équipe réserve et le groupe professionnel de l'OL, il fait ses débuts en France le 21 avril 2021, remplaçant Léo Dubois lors d'une défaite contre l'AS Monaco en quart de finale de la Coupe de France,. Il devient alors le premier turc à jouer avec le club de Lyon,.
En juillet 2021, il est prêté à l'Oud-Heverlee Leuven pour la saison 2021-22,,. S'imposant rapidement comme titulaire avec le club de première division belge, il cumule un total de 32 apparition — toutes comme titulaire dans la défense à 3 de Marc Brys — et 2 buts en championnat au cours de la saison. Dans une saison mitigée pour le club appartenant au propriétaire du Leicester City, Cenk Özkacar fait figure de révélation en défense centrale,,.
Le 23 août 2022, il est prêté avec option d'achat au Valence CF jusqu’en juin 2023. Il joue 21 matchs avec le club espagnol, qui lève ensuite son option d'achat (5 millions d'euros) le 9 juin 2023.

### Carrière en sélection
Cenk Özkacar est international turc avec l'équipe espoirs, connaissant deux sélections à l'automne 2019, avant de retrouver les espoirs en 2021. Il porte son total à 6 sélections début 2022, alors qu'il est devenu un des leaders du groupe des moins de 21 ans,.
Convoqué en équipe senior par Stefan Kuntz pour la première fois en mai 2022,,, Özkacar fait ses débuts avec la sélection le 8 juin 2022, remplaçant Ozan Kabak à la 76e minute d'une victoire 6-0 contre la Lituanie en Ligue des nations,.

## Style de jeu
Cenk Özkacar est un défenseur central gaucher, particulièrement appliqué dans la relance, permettant d'apporter de l'équilibre au jeu de son équipe, étant particulièrement habile de son pied fort,. Lors de la saison où il se révèle en Belgique, il apparait comme un défenseur rigoureux, technique et élégant, laissant également émerger une dimension plus physique et athlétique dans son jeu, se révélant aussi être un bon buteur de la tête,,.
Évoluant au poste d'attaquant au début de sa formation, Özkacar s'impose ensuite comme défenseur : jouant arrière latéral gauche ou défenseur central, il garde de ses passages plus haut sur le terrain une forte habileté face au but, et globalement balle au pied.
Il cite Raphaël Varane comme son modèle absolu au poste de défenseur,.

## Statistiques
| Saison                | Club                  | Championnat           | Championnat | Championnat | Championnat | Coupe(s) nationale(s) | Coupe(s) nationale(s) | Coupe(s) nationale(s) | Compétition(s) continentale(s) | Compétition(s) continentale(s) | Compétition(s) continentale(s) | Compétition(s) continentale(s) | Total | Total | Total |
| Saison                | Club                  | Division              | M.          | B.          | P.d.        | M.                    | B.                    | P.d.                  | Comp.                          | M.                             | B.                             | P.d.                           | M.    | B.    | P.d.  |
| 2018-2019             | Karacabey (en) (prêt) | 3. Lig                | 23          | 1           | 0           | 1                     | 0                     | 0                     | -                              | -                              | -                              | -                              | 24    | 1     | 0     |
| Sous-total            | Sous-total            | Sous-total            | 23          | 1           | 0           | 1                     | 0                     | 0                     | -                              | -                              | -                              | -                              | 24    | 1     | 0     |
| 2019-2020             | Altay SK              | 1. Lig                | 12          | 0           | 0           | 4                     | 0                     | 0                     | -                              | -                              | -                              | -                              | 16    | 0     | 0     |
| Sous-total            | Sous-total            | Sous-total            | 12          | 0           | 1           | 4                     | 0                     | 0                     | -                              | -                              | -                              | -                              | 16    | 0     | 1     |
| 2020-2021             | Olympique lyonnais    | Ligue 1               | -           | -           | -           | 1                     | 0                     | 0                     | -                              | -                              | -                              | -                              | 1     | 0     | 0     |
| Sous-total            | Sous-total            | Sous-total            | 0           | 0           | 0           | 1                     | 0                     | 0                     | -                              | -                              | -                              | -                              | 1     | 0     | 0     |
| 2021-2022             | OH Louvain (prêt)     | Division 1A           | 32          | 2           | 0           | 2                     | 0                     | 0                     | -                              | -                              | -                              | -                              | 34    | 2     | 0     |
| Sous-total            | Sous-total            | Sous-total            | 32          | 2           | 0           | 2                     | 0                     | 0                     | -                              | -                              | -                              | -                              | 34    | 2     | 0     |
| Total sur la carrière | Total sur la carrière | Total sur la carrière | 67          | 3           | 0           | 8                     | 0                     | 0                     | -                              | -                              | -                              | -                              | 75    | 3     | 0     |